# Хегіак (Дофтяна, Бакеу)
Хегіак (рум. Hăghiac) — село у повіті Бакеу в Румунії. Входить до складу комуни Дофтяна.
Село розташоване на відстані 210 км на північ від Бухареста, 42 км на південний захід від Бакеу, 124 км на південний захід від Ясс, 101 км на північний схід від Брашова.

## Населення
За даними перепису населення 2002 року у селі проживали 1502 особи, з них 1500 осіб (99,9%) румунів. Усі жителі села рідною мовою назвали румунську.